# Wolfheart (Album)
Wolfheart ist das Debütalbum der portugiesischen Metal-Band Moonspell.

## Entstehung
Die 1994 veröffentlichte EP Under the Moonspell bescherte der Band ausreichend Bekanntheit, um als „Spitzenreiter der portugiesischen Metal-Szene“ einen Vertrag mit Century Media abzuschließen. Hinzukommend eröffnete es der Band die Möglichkeit, das Album von Waldemar Sorychta in den Woodhouse Studios in Hagen produzieren zu lassen. Die Arbeit in den Woodhouse Studios mit Sorytchta war laut Fernando Ribeiro seit der Band-Gründung eine Wunschkonstellation für eine Albumproduktion.

## Titelliste
1. Wolfshade (A Werewolf Masquerade) – 7:43
2. Love Crimes – 7:34
3. …Of Dream and Drama (Midnight Ride) – 3:59
4. Lua d’Inverno – 1:48
5. Trebaruna – 3:30
6. Vampiria – 5:36
7. An Erotic Alchemy – 8:05
8. Alma mater – 5:38

Bonustitel der Digipack-Version
– 4:01

## Musikstil und Texte
Während Moonspell bis 1994 Black Metal mit Folk-Elementen spielte, finden sich auf Wolfheart auch Elemente aus dem Gothic Rock, Folk Metal und auch Progressive Metal. Zu den Einflüssen der Band zählen Bathory, Root, Morbid Angel, Samael, Tiamat, Carcass, Fields of the Nephilim, The Cure und Metallica. Die Musik ist auch in den black-metal-lastigen Passagen sehr melodisch. Es fielen Vergleiche mit Tiamat, Samael, Danzig und Bathory, die gothic-lastigen Passagen wurden auch mit Type O Negative verglichen und Ribeiros tiefer Klargesang mit dem von Type O Negatives Sänger Peter Steele. Daneben setzt er auch black-metal-typischen, harschen gutturalen Gesang und vereinzelt auch Growling ein.
Die Band zeigte ein starkes Interesse an der vorchristlichen Geschichte ihres Landes und sah dieses „als Alternative, als kritische Alternative zum Satanismus etwa“ an, womit sie sich vom traditionellen Black Metal entfernte; den Satanismus sah Bassist Pedro João „Ares“ Escoval als bloßes „Instrument […]. um sein Mißfallen mit der institutionalisierten Geschichte und Kulturauffassung seines Landes auszudrücken“ an. Wegen Moonspells Interesses an der eigenen Kultur stellte Ares klar, nicht nationalistisch zu sein. Aufgrund der Texte bezeichnete Hanno Kress vom Rock Hard die Musiker als „böse, stolze Helden der portugiesischen Viriathuskultur, die ein Problem mit den Frauen haben“; diese würden in den Texten als „immer so geil wie in einem SAT1-Wochenendfilm, perfekt wie aus der Frauenzeitschrift ‚Joy‘, schön und gemein wie Joan Collins im Denver Clan und stets willig, mit irgendeinem dieser Typen abzuhauen“ dargestellt, und beim Zitieren des Marquis de Sade sehe die Band „nur seine exzessiven Sexorgien, aber nicht den gesellschaftlichen Hintergrund, in dem die Werke entstanden sind“. Das Zitat in An Erotic Alchemy stammt aus de Sades letztem Willen.

## Rezeption
Das Album wurde in der Metal-Szene bereits zu seinem Erscheinen 1995 als bahnbrechend angesehen; Robert Müller vom Metal Hammer bezeichnete das Album als „große Überraschung: Gothic Metal ungeahnter Güte“. Es habe „eine erstaunliche Entwicklung“ seit der EP Under the Moonspell stattgefunden. Laut Ribeiro verkaufte die Band zur Zeit ihres Durchbruchs 50.000 Exemplare des Albums, die Musiker verdienten daran jedoch kein Geld und wohnten noch bei ihren Eltern.
Hanno Kress vom Rock Hard zufolge haben die Musiker vermutlich „zuviel Danzig und Bathory gehört. Daraus haben sie sich ihre Traumwelt des Black Metal zurechtgezimmert, die rein musikalisch durchaus ansprechend klingt“; sie lobte auch den Produzenten „uneingeschränkt“, bemängelte jedoch das durch die Liedtexte transportierte Frauenbild und ahne, dass die Musiker „ganz schön einen an der Waffel haben. Nachtigall, ick hör dir rechts vorbeitrapsen...“ Von nationalistischen und vergleichbaren Tendenzen distanzierte die Band sich jedoch. Das Magazin zählte Wolfheart 2009 zu den „250 Black-Metal-Alben, die man kennen sollte“. Eduardo Rivadavia von Allmusic lobte zwar die Experimente bei Love Crimes, bezeichnete aber die Stücke auf der zweiten Hälfte des Albums als „Durcheinander gut gemeinter, aber noch nicht voll entwickelter Stücke“; insgesamt sei Wolfheart jedoch „eine starke Ausgangsbasis“ gewesen. Stefan Gnad zählt Wolfheart zu jenen Alben des Gothic Metal, mit welchen „man noch heute Spaß haben“ kann.
2010 wurde Moonspell in Portugal durch die CTT Correios de Portugal für Wolfheart mit einer 1-Euro-Briefmarke geehrt.